# Philyra taekoae
Philyra taekoae is een krabbensoort uit de familie van de Leucosiidae. De wetenschappelijke naam van de soort is voor het eerst geldig gepubliceerd in 1972 door Takeda.